# 32. Tarnowska Nagroda Filmowa
32. Tarnowska Nagroda Filmowa – odbyła się w dniach 21–28 kwietnia 2018 roku.

## Filmy konkursowe

### Konkurs główny
- Atak paniki – reż. Paweł Maślona
- Cicha noc – reż. Piotr Domalewski
- Człowiek z magicznym pudełkiem – reż. Bodo Kox
- Czuwaj – reż. Robert Gliński
- Dzikie róże – reż. Anna Jadowska
- Najlepszy – reż. Łukasz Palkowski
- Pewnego razu w listopadzie – reż. Andrzej Jakimowski
- Pomiędzy słowami – reż. Urszula Antoniak
- Ptaki śpiewają w Kigali – reż. Joanna Kos-Krauze, Krzysztof Krauze
- Twarz – reż. Małgorzata Szumowska
- Wieża. Jasny dzień – reż. Jagoda Szelc
- Zgoda – reż. Maciej Sobieszczański

### Konkurs „Kino Młodego Widza”
- Agi Bagi, odc. Urodzinowy Pomnik Wodza – reż. Waldemar Mordarski
- Baśnie i bajki polskie, odc.:
  - Kopciuch – reż. Paweł Czarzasty
  - Małpa w kąpieli – reż. Andrzej Gosieniecki
  - O psach i kotach – reż. Joanna Jasińska-Koronkiewicz
  - O wężowej wdzięczności – reż. Robert Turło
- Mami Fatale, odc. Biegnij Prosię, biegnij – reż. Łukasz Kacprowicz
- Pajęczaki, odc. Szaleństwo zakupów – reż. Katarína Kerekesová, Szymon Adamski
- Pamiętniki Florki, odc. Prezent – reż. Janusz Martyn
- Przytul mnie, odc.:
  - Cała naprzód – reż. Mateusz Jarmulski
  - Kłopoty z brzuszkiem – reż. Mateusz Jarmulski
  - Trudna sztuka – reż. Mateusz Jarmulski
- Żubr Pompik, odc.:
  - Do góry nogami – reż. Andrzej Piotr Morawski
  - Meszka – reż. Aleksandra Vetter

## Skład jury
- Janusz Zaorski – scenarzysta, reżyser, przewodniczący jury
- Marcin Hycnar – aktor
- Katarzyna Janowska – filmoznawczyni, dziennikarka
- Krystyna Latała – przewodnicząca Rady Kultury miasta Tarnowa
- Paweł Łoziński – scenarzysta, reżyser
- Małgorzata Zajączkowska – aktorka

## Laureaci

### Konkurs główny
- Nagroda Grand Prix – Statuetka Maszkarona:
  - Atak paniki – reż. Paweł Maślona

- Nagroda Jury Młodzieżowego – Statuetka Kamerzysty:
  - Dzikie róże – reż. Anna Jadowska

- Nagroda publiczności – Statuetka Publika:
  - Najlepszy – reż. Łukasz Palkowski

- Nagroda specjalna jury:
  - Andrzej Jakimowski – za ważny obywatelski głos ostrzegający przed chorobami XXI wieku: nietolerancją, ksenofobią i nacjonalizmem (Pewnego razu w listopadzie)

- Nagroda za całokształt twórczości – Statuetka Więź:
  - Janusz Majewski

### Konkurs „Kino Młodego Widza”
- Nagroda Jury Dziecięcego – Statuetka Maszka:
  - Baśnie i bajki polskie, odc. Małpa w kąpieli – reż. Andrzej Gosieniecki